# Naoki Yuasa
Naoki Yuasa (湯浅 直樹?, Yuasa Naoki; Sapporo, 24 aprile 1983) è un ex sciatore alpino giapponese attivo principalmente nello slalom speciale.

## Biografia

### Stagioni 1999-2006
Yuasa in Far East Cup ha esordito il 3 marzo 1999 a Nozawaonsen in slalom speciale, senza completare la prova, ha conquistato il primo podio il 29 febbraio 2000 a Hakuba nella medesima specialità (3º) e la prima vittoria il 17 gennaio 2003 a Yongpyong, sempre in slalom speciale. Ha esordito in Coppa del Mondo l'8 marzo 2003 nello slalom speciale di Shigakōgen, senza concludere la prima manche. Il 13 dicembre 2004 ha conquistato i primi punti nel circuito giungendo 21º in slalom speciale a Sestriere, mentre più tardi quella stessa stagione debuttato ai Campionati mondiali nella rassegna iridata di Bormio/Santa Caterina Valfurva, piazzandosi 18º nello slalom speciale.
Durante la stagione 2005-2006 è arrivato per la prima volta nei primi dieci in una gara di Coppa del Mondo (7º in slalom speciale a Kranjska Gora il 22 dicembre) ed è stato convocato per i XX Giochi olimpici invernali di Torino 2006, suo esordio olimpico dove nella prova di slalom speciale ha ottenuto il 7º posto.

### Stagioni 2007-2022
Ai Mondiali di Åre 2007 è stato 18º nello slalom speciale e non si è qualificato per la finale dello slalom gigante; a quelli di Val-d'Isère 2009 si è piazzato 29º nello slalom gigante e non ha completato lo slalom speciale mentre due anni dopo, nella rassegna iridata di Garmisch-Partenkirchen 2011, è stato 6º nello slalom speciale. Nello slalom speciale di Madonna di Campiglio del 18 dicembre 2012 ha ottenuto il suo unico podio in Coppa del Mondo grazie a una seconda manche in cui ha recuperato 23 posizioni e che gli ha permesso di piazzarsi 3º dietro al vincitore Marcel Hirscher e a Felix Neureuther.
In seguito ha partecipato ai Mondiali di Schladming 2013, ai XXII Giochi olimpici invernali di Soči 2014, ai Mondiali di Vail/Beaver Creek 2015, a quelli di Sankt Moritz 2017 e ai XXIII Giochi olimpici invernali di Pyeongchang 2018, in tutti e cinque i casi senza completare la prova di slalom speciale. In Far East Cup ha ottenuto l'ultima vittoria il 21 marzo 2016 a Južno-Sachalinsk ed è salito per l'ultima volta sul podio il 24 marzo 2019 nella medesima località, sempre in slalom speciale (3º); si è ritirato al termine della stazione 2021-2022 e la sua ultima gara in carriera è stata uno slalom speciale FIS disputato il 14 aprile a Nozawaonsen.

## Palmarès

### Coppa del Mondo
- Miglior piazzamento in classifica generale: 52º nel 2013 e nel 2017
- 1 podio:
  - 1 terzo posto

### Coppa Europa
- Miglior piazzamento in classifica generale: 19º nel 2008
- 8 podi:
  - 3 vittorie
  - 4 secondi posti
  - 1 terzo posto

#### Coppa Europa - vittorie
| Data            | Località | Paese    | Specialità |
| --------------- | -------- | -------- | ---------- |
| 7 febbraio 2006 | Arcalís  | Andorra  | SL         |
| 22 gennaio 2010 | Bansko   | Bulgaria | SL         |
| 23 gennaio 2010 | Bansko   | Bulgaria | SL         |

Legenda:

SL = slalom speciale

### Nor-Am Cup
- Miglior piazzamento in classifica generale: 57º nel 2008
- 1 podio:
  - 1 terzo posto

### Australia New Zealand Cup
- Miglior piazzamento in classifica generale: 18º nel 2000
- 2 podi:
  - 1 secondo posto
  - 1 terzo posto

### Far East Cup
- Miglior piazzamento in classifica generale: 3º nel 2003
- Vincitore della classifica di slalom speciale nel 2003 e nel 2005
- 15 podi:
  - 11 vittorie
  - 4 terzi posti

#### Far East Cup - vittorie
| Data            | Località         | Paese         | Specialità |
| --------------- | ---------------- | ------------- | ---------- |
| 17 gennaio 2003 | Yongpyong        | Corea del Sud | SL         |
| 4 marzo 2003    | Nozawaonsen      | Giappone      | SL         |
| 12 marzo 2003   | Happo One        | Giappone      | SL         |
| 5 marzo 2004    | Shigakōgen       | Giappone      | SL         |
| 6 marzo 2004    | Shigakōgen       | Giappone      | SL         |
| 10 marzo 2005   | Nozawaonsen      | Giappone      | SL         |
| 13 marzo 2005   | Shigakōgen       | Giappone      | SL         |
| 14 marzo 2005   | Shigakōgen       | Giappone      | SL         |
| 2 marzo 2015    | Hakuba           | Giappone      | SL         |
| 9 marzo 2015    | Shigakōgen       | Giappone      | SL         |
| 21 marzo 2016   | Južno-Sachalinsk | Russia        | SL         |

Legenda:

SL = slalom speciale

### Campionati giapponesi
- 8 medaglie[2]:
  - 6 ori (slalom speciale nel 2003; slalom speciale nel 2006; slalom speciale nel 2016; slalom speciale nel 2018; slalom speciale nel 2019; slalom speciale nel 2021)
  - 2 bronzi (slalom speciale nel 2007; slalom speciale nel 2009)